# Teen-Age Crime Wave
Teen-Age Crime Wave (alternatieve titel: “Jail Bait”) is een Amerikaanse film uit 1955. De film werd geregisseerd door Fred F. Sears. Hoofdrollen werden vertolkt door Tommy Cook, Molly McCart en Sue England.

## Verhaal
De 17-jarige Jane Koberly raakt per ongeluk betrokken bij een bankoverval gepleegd door Terry Marsh, Mike Denton en Al. De drie overvallers kunnen ontkomen, en in hun plaats wordt Jane gearresteerd. Hoewel ze onschuldig is, acht de rechtbank haar medeplichtig en ze wordt naar de gevangenis gestuurd.
Het gevangenentransport waarmee Jane wordt vervoerd, wordt onderschept door Mike en Terry. Jane is gedwongen de twee te vergezellen. Al snel krijgen ze een ongeluk en moeten zich terugtrekken in een boerderij. Deze boerderij is eigendom van Thomas en Sara Grant, en hun zoon Ben. Uit angst voor de veiligheid van zijn gezin werkt Thomas maar mee met de drie, en vertelt de politie niets wanneer die aan de deur komt.
Al komt de andere twee te hulp in een vluchtwagen, maar wordt neergeschoten voor hij iets kan doen. Met Jane en Ben als gijzelaars proberen Mike en Terry te ontkomen, maar hun vluchtpoging mislukt.

## Rolverdeling
| Acteur         | Personage                 |
| -------------- | ------------------------- |
| Tommy Cook     | Mike Denton               |
| Molly McCart   | Terry Marsh               |
| Sue England    | Jane Koberly              |
| Frank Griffin  | Ben Grant                 |
| James Bell     | Thomas Paul Grant         |
| Kay Riehl      | Sarah Wayne Grant         |
| Guy Kingsford  | Mr. Koberly               |
| Larry J. Blake | State Police Sgt. Connors |
| Jimmy Ogg      | Al                        |

## Achtergrond
De film werd bespot in de cultserie Mystery Science Theater 3000.